# كيفية

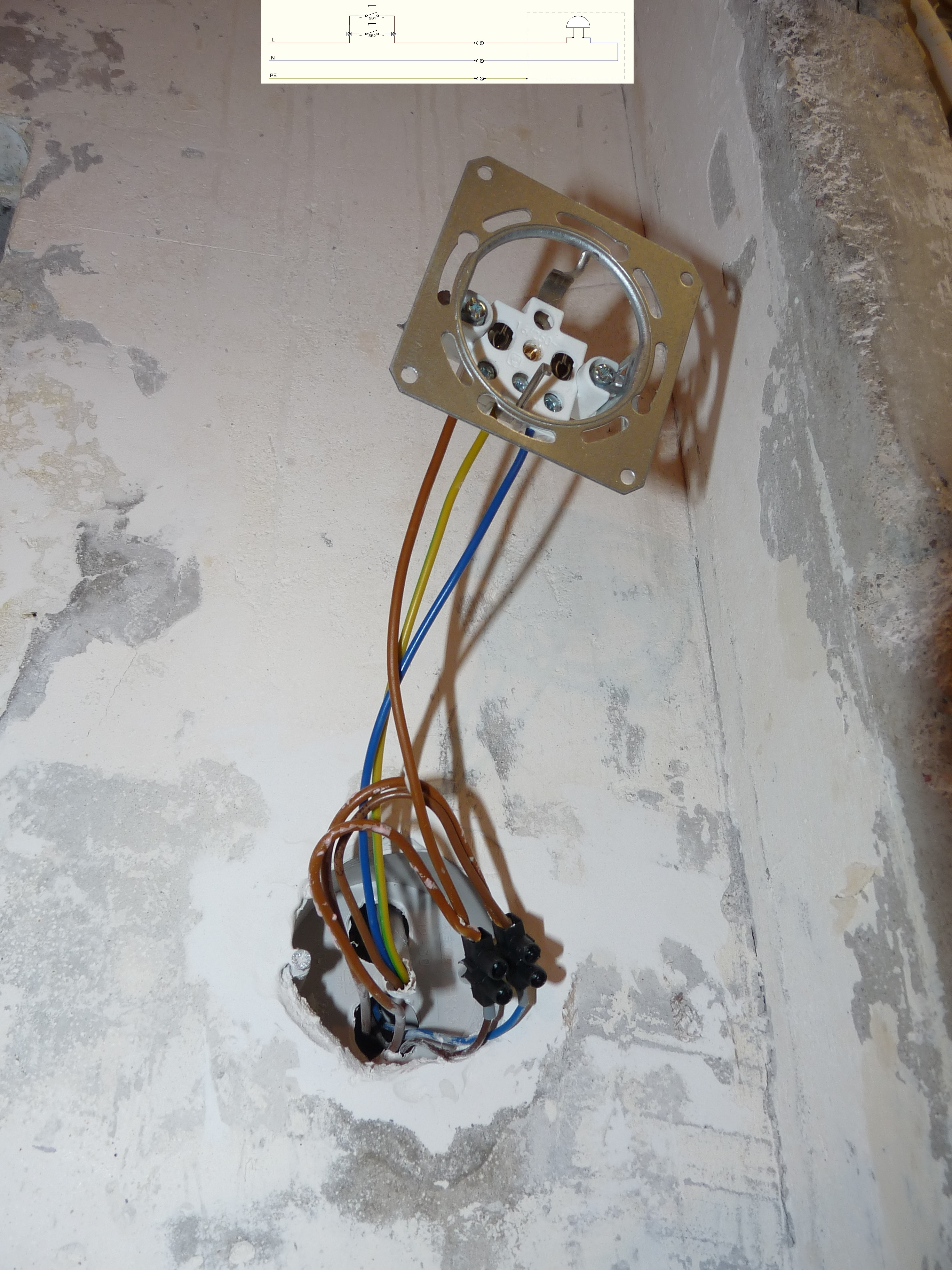
دائرة كهربية توضح كيفية عمل جرس المنزل.

الكيفية هي وصف لطريقة عمل شيء أو صنعه أو توضيح لمسألة، يقدمه ذوو الاختصاص للعامة من قليلي الخبرة والهواة.